# Curitiba
Curitiba je glavno mesto države Paraná na jugu Brazilije ter pomembno finančno, komunikacijsko in kulturno središče južne Brazilije. S skoraj dvema milijonoma prebivalcev je osmo največje brazilsko mesto, v širšem metropolitanskem območju pa je po oceni leta 2010 živelo 3,2 milijona ljudi.